# Modélisation des actions de contact
Par le terme actions de contact, on désigne l'ensemble des efforts, forces et moments, appliqués par contact sur un système mécanique.

## Généralités
Il n'y a que deux manières d'appliquer des efforts mécaniques sur un objet ou un système matériel : à distance (poids et plus généralement forces de gravitation, actions magnétiques, électrostatiques…) et par contact avec d'autres objets ou systèmes matériels. Lorsque l'on fait l'inventaire des efforts appliqués sur un système, il faut donc répondre complètement et exactement à deux questions :
- par quoi ce système est-il attiré ou repoussé ?
- à quoi ce système touche-t-il ?

La plupart du temps, la répartition de ces efforts est très complexe et il est difficile, voire impossible de la modéliser autrement que par des voies statistiques. Par exemple, le comportement global d'un pneumatique sur une chaussée peut être étudié sans trop de problème, mais pas le contact, à l'instant t, entre les sculptures de ce pneumatique et les aspérités du revêtement. Pour être efficace, il faut parfois renoncer à tout connaître. Reste à déterminer les limites de l'étude…
Le mouvement relatif général de deux surfaces en contact peut être considéré comme résultant de la combinaison de trois mouvements élémentaires : le glissement, le pivotement et le roulement. Ces trois mouvements sont empêchés ou freinés par l'adhérence et/ou le frottement.
Il est bien rare qu'une machine puisse fonctionner sans que l'on ait tenu compte des résistances passives. L'ingénieur doit donc :
- les mettre à profit pour garantir le contact d'une roue sur le sol, l'efficacité d'un frein ou d'un embrayage, la tenue d'un assemblage boulonné,
- ou les combattre, afin d'améliorer les rendements mécaniques, d'économiser l'énergie, d'obtenir de meilleures performances…

Dans les deux cas, il doit être capable de définir les phénomènes susceptibles de survenir et de les quantifier, ce qui suppose qu'il puisse créer des modèles aussi proches que possible de la réalité.

## Modélisation macroscopique élémentaire
Qui dit contact dit surface de contact. On peut donc classer les différents contacts en fonction de la géométrie de la surface commune aux deux pièces concernées. La norme ISO 3952-1 définit onze types de contacts, appelés souvent « liaisons cinématiques » ou « liaisons mécaniques ». Les principales sont :
- lorsque les dimensions de la surface de contact sont faibles devant les autres dimensions du problème : liaison sphère-plan, également appelée liaison ponctuelle ;
- lorsque la surface de contact est plane et que ses dimensions ne sont pas négligeables : liaison appui-plan ;
- lorsque la surface de contact est cylindrique et courte (centrage court) : liaison linéaire annulaire ;
- lorsque la surface de contact est cylindrique et allongée (centrage long) : liaison pivot-glissant,
  - si une butée empêche le coulissement, cela devient une liaison pivot (charnière) ;
- lorsque la surface de contact est une calotte sphérique : liaison rotule ;
- lorsque la surface est une hélice : liaison hélicoïdale (système vis-écrou, vis d'assemblage) ;
- lorsque la liaison est totale (collage, soudage, boulonnage…) : liaison encastrement, ou liaison complète.

Les liaisons sont dites « idéales » ou « parfaites » lorsque l'on peut négliger le jeu et le frottement. On ne peut donc transmettre des efforts que par obstacle (répulsion des atomes constituant les deux pièces). Cela impose les efforts transmissibles de la liaison. Ces efforts transmissibles parfois représentés par un torseur d'action, le torseur des actions mécaniques transmissibles (TAME).
Ainsi, avec une liaison parfaite :
- la force de contact est nécessairement perpendiculaire au plan de contact ;
- on ne peut transmettre de moment que si la surface a une dimension significative dans une direction, le vecteur moment est alors perpendiculaire à cette direction.